# Пловдивска стачка и работнически бунт 1953 г.
Пловдивската стачка през 1953 г. е стачка на тютюноработничките срещу установените условия за труд, която прераства в работнически бунт. Това е първата работническа стачка в Източна Европа след смъртта на Сталин. Стачката е потушена безкомпромисно от комунистическите власти.

## Искания
В началото на април 1953 г. пловдивските тютюноработници решават да защитят трудовите си права. По това време са спуснати годишните списъци за освобождаване на работниците, които остават без препитание до следващата кампания. Те решават да стачкуват с искане за целогодишна заетост и поставят също други синдикални искания, като да се възстановят бонусите, които са ползвали преди национализацията.

## Стачка, бунт и тяхното потушаване
На 20 април стачниците изпращат исканията си писмено на премиера Вълко Червенков. В посланието им изрично е казано, че в началото на май ще напуснат работа и ще протестират пред секретариата на Държавния тютюнев монопол в Пловдив. Същата вечер се избира и стачен комитет. След 20 април започват събрания по тютюневите складове в Пловдив с намерение да се протестира. Най-активни са работниците в складовете и фабриката „Томасян“ в тютюневия град.
На 3 май нощната смяна в склада „Иван Караджов“, изгонва охраната и работниците се барикадират в склада. В ранната сутрин народната милиция обгражда помещенията и заключва външните врати. В този момент груба намеса няма, вероятно защото повечето от протестиращите са жени. Същата сутрин спират работа и жените от складовете „Стефан Кираджиев“ и „Георги Иванов“. Те се отправят към окупирания склад „Иван Караджов“, разбиват вратите и прогонват милиционерите. Те стрелят във въздуха няколко пъти и се оттеглят.
Стачкуващите от трите склада правят митинг в двора на „Иван Караджов“. Към тях се присъединяват и работници, които не са на смяна. Оратори са водачите на стачния комитет Кирил Джавезов, Димитър Бахаров и Златка Влайчева, както и анархистът Станьо Вътев. Той ги уверил, че делото им е право и трябва да направят демонстрация до секретариата на монопола. Около фабриката и складовете на „Томасян“ се събират още протестиращи – според някои свидетелства стотици, според други – хиляди. Освен за целогодишна заетост са издигнати още искания: за увеличение на заплатите, за 5-дневна работна седмица и др.
В този момент по булевард „Руски“ пристига делегация на властта:
- Георги Цанков – министър на вътрешните работи
- Антон Югов – министър на промишлеността
- Райко Дамянов – подпрeдседател на Министерския съвет
- Станко Тодоров – министър на земеделието,
- Георги Чанков – началник на Държавната планова комисия.

Те са придружавани от кмета на града Никола Балканджиев и секретаря на окръжния комитет на БКП в Пловдив Иван Пръмов и охранявани от милиционери.
Пръв от тях на трибуната се изправя Антон Югов. През 1940 г. той ръководи голямата стачка на тютюноработниците в Пловдив. След като се възправя на трибуната в двора и започва с думите „Другари и другарки“ към него политат камъни. Секретарят на окръжния комитет Иван Пръмов се опитва да предпази министъра и милиционери започват да стрелят във въздуха. Думата взема Станко Тодоров, но и срещу него обаче реакцията е същата – камъни, псувни, викове.
Тогава Пръмов заповядва на милицията да стреля и милиционерите започват да стрелят по стачкуващите. Протестиращите се разбягват. Станка от Коматево, член на стачния комитет, е убита при първия залп, падат и още няколко души, като не се знае дали са останали живи. Започват арести. Задържаните ги тъпчат в камионетки. Делегацията от министри се изтегля под кордон от милиционери по улица „Иван Вазов“.
Сред протестиращите е имало и цивилни агенти на милицията. Един от тях от втория етаж на фабриката застрелва анархиста Станьо Вълев (да не се бърка със Станьо Вътев). До гарата е застрелян и водачът на стачката Кирил Джавезов. Официалната вересия е, че е убит от протестиращите. Кера Вълева е прегазена от милиционерска камионетка до днешното кино „Гео Милев“. Тя умира на другия ден в Окръжна болница.
На първа страница на британския вестник „Манчестър Гардиан“ от 6 юни 1953 г. пише: „Според наши сигурни източници миналия месец (май) в Пловдив са се развили бурни антиправителствени демонстрации… Над 5000 тютюноработници са манифестирали из улиците на града с антикомунистически лозунги и плакати… За да усмири стачкуващите, правителството е било принудено да обещае отстъпки и да прати на място министър Антон Югов с няколко членове на Политбюро, които са били освиркани…“

## След стачката
Водачите на стачката Димитър Бахаров и Златка Влайчева успяват да избягат от България и работят в радио „Горянин“ в Гърция до закриването му през 1962 г.
На 26 и 27 април 1954 г. се гледа процесът срещу членовете на Демократическата партия Стойчо Мошанов и Методи Янчулев. Първоначално те са обвинени, че внедрили в Радикалната партия полицая Никола Милев. Осъдени са на 3 години затвор. Към техните обвинения по-късно са добавени „организирали и подпомагали стачката на тютюноработниците в Пловдив от май 1953 г., тъй като искали да върнат „монопола в тютюна“ на съпартийците си братя Чапрашикови“. Делото е преразгледано на 3 декември същата година и те са осъдени - Янчулев на 15 г. затвор, а Мошанов на 12 г. Католическият свещеник Храбър Марков се засича с Методи Янчулев и Усин Мутов в лагера Белене. Те му разказват за събитията по време на стачката.
Скоро след стачката Иван Пръмов е произведен в министър на земеделието, кметът Балканджиев е награден с Орден за гражданска доблест, а шефът на пловдивската милиция е издигнат за шеф на обединението „Тютюнева промишленост“.

## След политическите промени през 1989 г.
През есента на 1990 г. отец Храбър Марков, който вече поддържа връзка с основателите на СДС в Пловдив, пръв заговаря за това събитие, което не е известно за по-младите пловдивчани.
Според журналистката Силвия Томова, провела собствено проучване и интервюирала както историка проф. Искра Баева, така и председателя на Държавна агенция „Архиви“ – доц. Михаил Груев, стачката наистина е мащабна, но данни за стрелба при потушаването ѝ в архива няма.
Според политикът Христо Марков, който се позовава на изследване на проф. Искра Баева, която използва данни на Британската легация, по времето на стачката са убити поне 3-ма души, а над 50 са ранени.